# Swedish Empire Live
A Swedish Empire Live a svéd Sabaton power metal zenekar első Blu-ray/DVD kiadványa, mely 2013. szeptember 20-án jelent meg többféle formátumban: 2Blu-ray, 2DVD, CD, 2LP, valamint exkluzív earbook formátumban is kapható. A harmadik, bónusz DVD-t csak az earbook verzió tartalmazza.
A kiadvány fő koncertjét a 2012-es lengyelországi Woodstock fesztiválon rögzítették, mellette a Swedish Empire turné 2012-es göteborgi, londoni és oberhauseni koncertjén felvett mixet láthatjuk még az első Blu-ray/DVD lemezen. A második lemez a teljes 2012-es göteborgi és oberhauseni koncerteket tartalmazza. A bónusz DVD-n az együttes 2012-es teljes londoni koncertje található, valamint 2 élő klip (Karolinens Bön, En Livstid I Krig). A CD-n pedig szintén a Woodstock fesztiválon felvett koncert található meg.

## Az album dalai
Első Blu-ray/DVD (Rögzítve a 2012-es lengyelországi Woodstock fesztiválon)
1. "The March to War" - 1:36
2. "Ghost Division" - 3:47
3. "Uprising" - 5:37
4. "Gott Mit Uns (Eng)" - 4:07
5. "Cliffs of Gallipoli" - 5:42
6. "Lion from the North" - 6:17
7. "Price of a Mile" - 7:03
8. "Into the Fire" - 3:17
9. "Carolus Rex (Eng)" - 7:07
10. "Midway" - 2:47
11. "White Death" - 4:43
12. "Attero Dominatus" - 4:28
13. "Art of War" - 5:54
14. "Primo Victoria" - 5:19
15. "40:1" - 5:26
16. "Metal Crüe" - 5:05
17. "Panzer Battalion" - 5:45

(Rögzítve a 2012-es Swedish Empire turné göteborgi, oberhauseni és londoni koncertjein)
1. "The March to War (Göteborg)" - 1:42
2. "Ghost Division (Göteborg)" - 3:42
3. "Gott Mit Uns (Oberhausen)" - 3:20
4. "Poltava (London)" - 4:40
5. "Talvisota (London)" - 4:15
6. "Cliffs of Gallipoli (Göteborg)" - 5:42
7. "40:1 (Oberhausen)" - 5:40
8. "Swedish Pagans (Oberhausen)" - 4:30
9. "Caroleans Prayer (London)" - 8:05
10. "Lion from the North (London)" - 5:04
11. "The Hammer Has Fallen (Göteborg)" - 8:33
12. "Attero Dominatus (Oberhausen)" - 4:15
13. "Art of War (London)" - 5:30
14. "En Livstid I Krig (Göteborg)" - 6:21
15. "Primo Victoria (Oberhausen)" - 4:35
16. "Metal Crüe (Göteborg)" - 9:00

Második Blu-ray/DVD (Rögzítve a Swedish Empire turné 2012-es göteborgi és oberhauseni koncertjein)

Göteborg:
1. "The March to War" - 1:42
2. "Ghost Division" - 3:42
3. "Gott Mit Uns (Swe)" - 3:30
4. "Carolus Rex (Swe)" - 5:50
5. "White Death" - 6:30
6. "Poltava (Swe)" - 5:00
7. "40:1" - 6:30
8. "Karolinens Bön" - 7:12
9. "Into the Fire" - 4:00
10. "Cliffs of Gallipoli" - 5:42
11. "Lejonet Fran Norden" - 5:53
12. "The Hammer Has Fallen" - 8:33
13. "Attero Dominatus" - 4:24
14. "Art of War" - 5:16
15. "En Livstid I Krig" - 6:21
16. "Primo Victoria" - 4:47
17. "Metal Crüe" - 9:00

Oberhausen:
1. "The March to War" - 1:35
2. "Ghost Division" - 3:44
3. "Gott Mit Uns (Eng)" - 3:20
4. "Poltava (Eng)" - 7:33
5. "Carolus Rex (Eng)" - 6:12
6. "40:1" - 5:40
7. "Cliffs of Gallipoli" - 7:28
8. "Swedish Pagans" - 4:30
9. "The Hammer Has Fallen" - 9:50
10. "Attero Dominatus" - 4:15
11. "Art of War" - 5:11
12. "Primo Victoria" - 4:35
13. "Metal Crüe" - 7:45

Bónusz Earbook DVD (Rögzítve a Swedish Empire turné 2012-es londoni koncertjén)
1. "The March to War" - 1:44
2. "Ghost Division" - 4:14
3. "Poltava (Eng)" - 4:40
4. "Talvisota" - 4:15
5. "Caroleans Prayer (Swe)" - 8:05
6. "Uprising" - 5:45
7. "The Lion from the North" - 5:04
8. "The Hammer Has Fallen" - 10:30
9. "Coat of Arms" - 3:53
10. "Art of War" - 5:30
11. "Primo Victoria" - 6:11
12. "Metal Crüe" - 8:39

+2 élő klip (Karolinens Bön - 7:12 és En Livstid I Krig - 6:21)
Audio CD (A 2012-es Woodstock fesztivál koncertje)
1. "The March to War" - 1:36
2. "Ghost Division" - 3:47
3. "Uprising" - 5:37
4. "Gott Mit Uns (Eng)" - 4:07
5. "Cliffs of Gallipoli" - 5:42
6. "Lion from the North" - 6:17
7. "Price of a Mile" - 7:03
8. "Into the Fire" - 3:17
9. "Carolus Rex (Eng)" - 7:07
10. "Midway" - 2:47
11. "White Death" - 4:43
12. "Attero Dominatus" - 4:28
13. "Art of War" - 5:54
14. "Primo Victoria" - 5:19
15. "40:1" - 5:26
16. "Metal Crüe" - 5:05

## Közreműködők
- Joakim Brodén - ének, billentyűs hangszerek
- Chris Rörland - gitár, háttérvokál
- Thobbe Englund - gitár, háttérvokál
- Pär Sundström - basszusgitár, háttérvokál
- Robban Bäck - dob

## Külső hivatkozások
- Az együttes hivatalos oldala (angolul)
- metal-archives.com
- Sabaton dalszövegek (angolul)